# Allium guanxianense
Allium guanxianense är en amaryllisväxtart som beskrevs av Jie Mei Xu. Allium guanxianense ingår i släktet lökar, och familjen amaryllisväxter. Inga underarter finns listade i Catalogue of Life.